# Le Brave Mécanicien
Pour plus de détails, voir Fiche technique et Distribution.
Le Brave Mécanicien (The Brave Engineer) est un court métrage d'animation américain réalisé par Jack Kinney pour les studios Disney, sorti au cinéma le 3 mars 1950 aux États-Unis. Il est considéré comme une Silly Symphony non officielle car étant dans la tradition des courts métrages classiques de Disney.

## Synopsis
Casey Jones, un conducteur de train à vapeur, doit s'assurer de la bonne livraison du courrier par le rail... Plusieurs problèmes surviennent sur le trajet, tels qu'une inondation consécutive à une tempête (on voit le train cheminer sous l'eau comme un sous-marin), un pont dynamité par un fou (le train s'arrache cependant du fond du canyon en grimpant à la verticale), l'archétypique demoiselle en détresse ligotée sur la voie par un assassin, des bandits (que Casey assomme et balance par-dessus bord en usant de sa pelle à charbon comme un chasse-mouches) et une vache sur la voie. À toute vitesse, mettant les roues et les rails en fusion, rivetant les fuites de la chaudière debout sur les bielles en plein mouvement, Casey parvient à rejoindre sa destination avec une locomotive en grande partie détruite mais tenant le sac postal.
Il est à l'heure (ou presque) et le film se conclut par ce slogan publicitaire : "La prochaine fois, prenez le train !"
Le nom de Casey Jones est devenu quasiment un nom commun pour désigner un conducteur de locomotive aux États-Unis.
Casey Jones  (1863-1900) est un personnage historique : Ce mécanicien ferroviaire (à l'époque médiatisé comme pourrait l'être un champion de Formule 1 actuel) connu pour sa conduite "à toute vapeur" qui lui permettait de respecter l'horaire par tous les temps et malgré les aléas divers s'était distingué par divers actes de bravoure qui lui valurent la célébrité...et la mort dans une collision où son abnégation permit de réduire le nombre des victimes. Il a été le sujet d'une  ballade du genre folksong, très laudative, mais aussi d'une chanson satirique crée par les syndicats de travailleurs ferroviaires qui ridiculisait cette "image pieuse" d'un employé modèle.(Cf l'interprétation de Pete Seeger).

## Fiche technique
- Titre original : The Brave Engineer
- Titre français : Le brave mécanicien
- Autres Titres[4] :
  - Suède : Se opp för tåget
- Série : Silly Symphonies non officiel
- Réalisation : Jack Kinney
- Scénario : Dick Kinney, Dick Shaws
- Musique : Ken Darby
- Animation : Al Bertino, Milt Kahl, Fred Moore
- Layout : Don DaGradi
- Décors : Ray Huffine
- Effets d'animation : Andy Engman
- Voix : Jerry Colonna (narrateur), Ken Darby, Jon Dodson, Bud Linn, Rad Robinson
- Producteur : Walt Disney
- Production : Walt Disney Productions
- Distributeur : RKO Radio Pictures
- Pays d'origine :  États-Unis
- Langue : Anglais
- Format : Couleur (Technicolor) - Son : Mono
- Durée : 7 min
- Date de sortie : 3 mars 1950[5]

## Commentaires
- Graphiquement et psychologiquement parlant, le personnage de Casey Jones est très proche de Mighty Casey le héros des courts métrages Casey at the Bat (1946) et Casey Bats Again (1954).